# Schieren (Luxemburg)
Schieren ist eine Gemeinde im Großherzogtum Luxemburg und gehört zum Kanton Diekirch. Zusammen mit den Gemeinden Bettendorf, Colmar-Berg, Diekirch, Ettelbrück, und Erpeldingen bildet Schieren die Region Nordstad. Diese Region gilt, neben den Städten Luxemburg und Esch an der Alzette, als dritter Entwicklungspol des Großherzogtums.

## Gemeindegliederung
Die Gemeinde Schieren gliedert sich in folgende Ortschaften:
- Birtringen
- Colmar-Brücke
- Schieren

## Geschichte
Die Gemeinde Schieren wurde durch ein Gesetz vom 22. Januar 1850 geschaffen. Vorher war die Ortschaft Teil der Gemeinde Ettelbrück.
Am 4. März 1967 entstand in Schieren eines der ersten Fernsehkabelnetze Luxemburgs. Heute werden den Bürgern Schierens 62 analoge und 100 digitale Fernsehprogramme sowie 40 Radioprogramme nebst Internet über CATV angeboten.